# Amos Luzzatto
Amos Luzzatto (Roma, 3 de junho de 1928 - Veneza, 9 de setembro de 2020) foi um médico e ensaísta italiano, bem como um membro importante da comunidade judaica de Roma.
Amos Luzzatto veio de uma família de estudiosos judeus ítalo. Seu avô materno foi o rabino, publicitário e político Dante Lattes (1876–1965). Um ancestral paterno, Samuel David Luzzatto (1800–1865), foi um representante da ciência do Judaísmo na Itália.
Amos Luzzatto viveu em Jerusalém até 1946. Por mais de 40 anos trabalhou como cirurgião em vários hospitais italianos. Como professor universitário e médico sênior, estudou principalmente a aplicação de modelos matemáticos à área de pesquisa médica e clínica.
Ele se descreveu como um “médico – um especialista em cultura judaica”. Na tradição de Chaim Nachman Bialik e Achad Ha'am, ele estava convencido de que a identidade nacional judaica deveria desenvolver-se em continuidade com a história e tradição judaica, e apelou àqueles que desejam seguir este caminho a fazê-lo, não apenas aqueles que desejam siga este caminho para estudar a língua hebraica, mas também a Bíblia, o Talmud, a literatura rabínica e todos os seus desenvolvimentos até os tempos modernos.
Ele escreveu traduções e comentários para o italiano do Livro de Jó (publicado por Feltrinelli em 1991) e do Cântico dos Cânticos (La Giuntina 1997). Ele também escreveu, entre outras coisas, uma introdução ao Midrash (Morcelliana Verlag, Brescia, 1999) e publicou uma coleção de suas entrevistas sob o título Una vita tra ebraismo, scienza e politica (“Uma vida entre Judaísmo, ciência e política ”) (Morcelliana, 2003).
Contribuiu com ensaios pessoais para os livros Ebrei moderni (“Judeus Modernos”, Bollati-Boringheri 1989) e Sinistra e questione ebraica (“A Esquerda e a Questão Judaica”, Editori Riuniti 1989).
Foi editor-chefe da revista mensal Rassegna Mensile d’Israel (“Revisão Mensal de Israel”), fundada por seu avô.
De junho de 1998 a fevereiro de 2006 foi Presidente da União das Comunidades Judaicas Italianas (Unione delle comunità ebraiche italiane - UCEI). Durante o seu mandato como presidente da UCEI, foi criado o Dia Europeu da Cultura Judaica (ECJC). O objetivo do trabalho de Luzzatto era também educar o público não-judeu sobre os judeus e o judaísmo, a fim de desmistificar o mundo judaico e promover a tolerância.